# Rosanna Ragusa
Rosanna Ragusa (Catania, 10 dicembre 1969) è una giornalista italiana.

## Biografia
Nata a Catania, si laurea in scienze politiche presso la Libera università internazionale degli studi sociali Guido Carli di Roma.
Inizia a lavorare come giornalista all'Opinione di Arturo Diaconale.
Nel gennaio 2008 diventa caporedattrice centrale di Videonews. Nell’ottobre dello stesso anno diventa responsabile di Pomeriggio Cinque.
Dal 2013 a giugno 2016 dirige NewsMediaset, l'agenzia di Mediaset che fornisce i servizi per TGcom24 e per le altre testate Mediaset, oltre che per il sito Tgcom.it. Successivamente ricopre la carica di condirettrice di Videonews, testata che produce i programmi di infotainment Mediaset.
Nel 2018 lascia Videonews per trasferirsi alla direzione del TG4; succede a Mario Giordano, nel frattempo nominato direttore delle strategie e sviluppo dell'informazione Mediaset.
Dal 10 agosto 2018, con l'arrivo di Gerardo Greco alla direzione del TG4, diventa condirettrice della testata. Il 27 febbraio 2019 torna alla direzione del TG4 in sostituzione di Greco, salvo poi ridiventare nuovamente condirettrice a partire dal 17 giugno 2019 a seguito dell'integrazione in NewsMediaset del telegiornale di Rete 4, la cui direzione viene perciò assunta questa volta da Andrea Pucci.